# Frank Stack
Frank Stack (n. 1 ianuarie 1906, Winnipeg, Manitoba, Canada – d. 5 ianuarie 1987, Winnipeg, Manitoba, Canada) a fost un patinator de viteză ce a reprezentat Canada, medaliat olimpic. A participat la 3 ediții ale Jocurilor Olimpice (1932, 1948, 1952) în care a câștigat o medalie de bronz.